# Saint-Gondon

Saint-Gondon este o comună în departamentul Loiret din centrul Franței. În 1 ianuarie 2022 avea o populație de 1.046 de locuitori.